# 莱鲁斯
莱鲁斯（法語：Les Rousses，法語發音：[le ʁus]）是法国汝拉省的一个市镇，位于该省东部，属于圣克洛德区。

## 地理
莱鲁斯（46°29'9"N, 6°3'42"E）面积38 平方千米，位于法国勃艮第-弗朗什-孔泰大區汝拉省，该省份为法国东部内陆省份，北起上索恩省，西北接科多尔省，西临索恩-卢瓦尔省，南至安省，东与杜省和瑞士接壤。
与莱鲁斯接壤的市镇（或旧市镇、城区）包括：贝尔方丹、布瓦达蒙、隆绍穆瓦、上比耶讷、普雷马农。

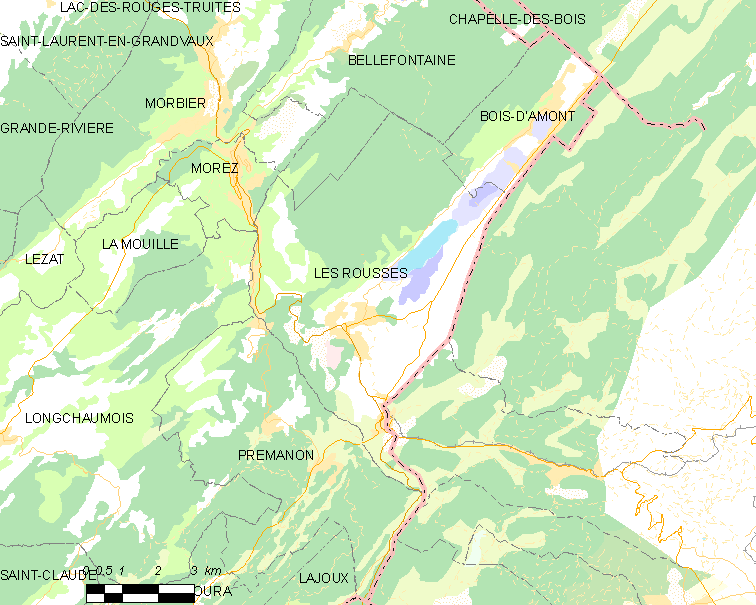
莱鲁斯的OSM定位图

莱鲁斯的时区为UTC+01:00、UTC+02:00（夏令时）。

## 行政
莱鲁斯的邮政编码为39220、39400，INSEE市镇编码为39470。

## 政治
莱鲁斯所属的省级选区为上比耶讷县。

## 人口

1962-2008年间莱鲁斯人口变化图示

莱鲁斯于2022年1月1日时的人口数量为3702人。